# Lacus Mortis

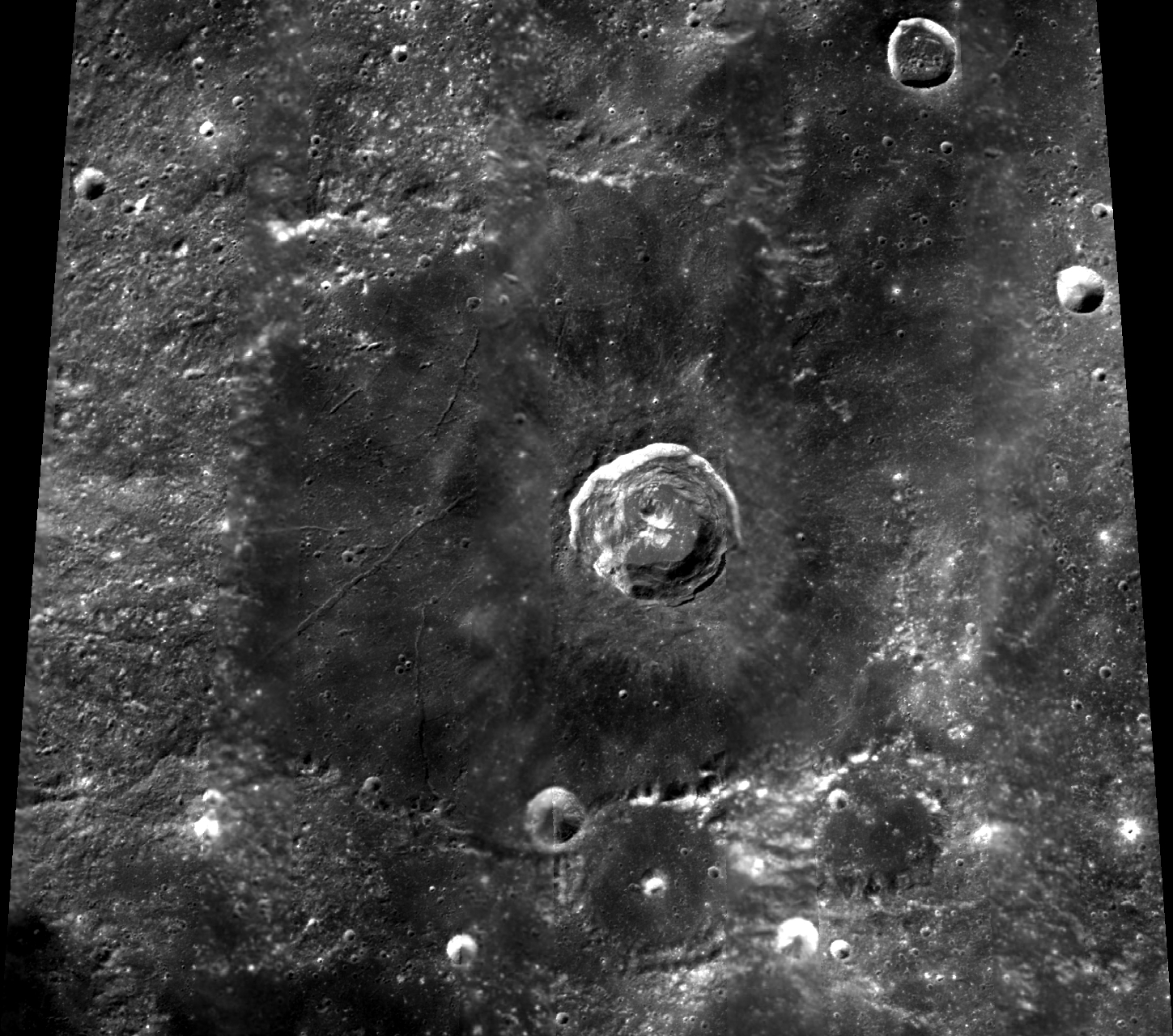
Lacus Mortis s kráterem Bürg uprostřed.

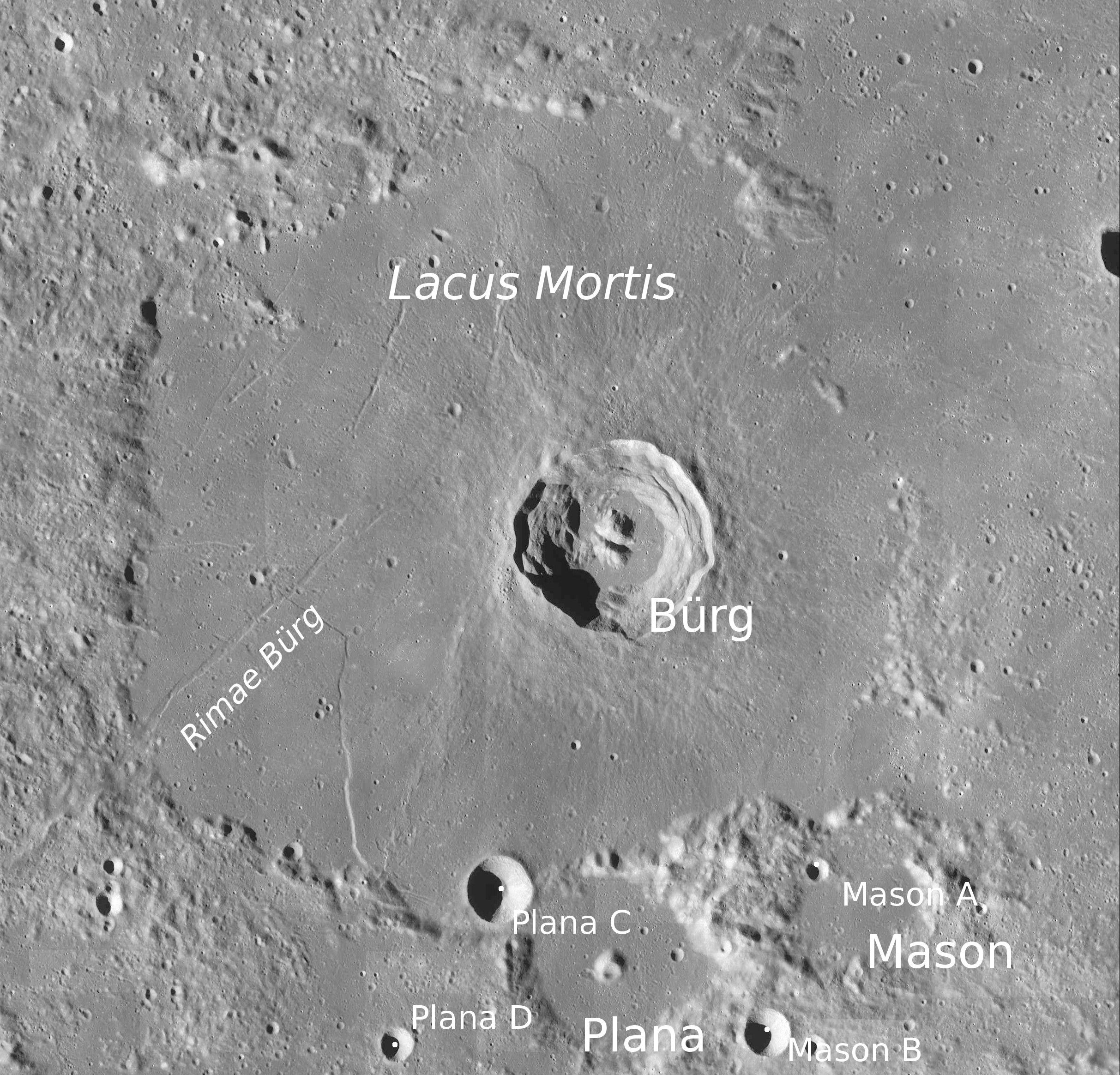
Poloha Lacus Mortis.

Lacus Mortis (česky Jezero smrti) je měsíční moře v oblasti mezi Mare Serenitatis (Moře jasu) na jihu a Mare Frigoris (Moře chladu) na severu na přivrácené straně Měsíce. Na jihu hraničí s jezerem Lacus Somniorum (Jezero snů), na jejich rozhraní leží těsně vedle sebe dva krátery Plana a Mason. Lacus Mortis má průměr cca 150 km a plochu 21 000 km², jeho střední selenografické souřadnice jsou 45,1° S a 27,3° V. Plocha jezera připomíná rozsáhlý zatopený kráter, ze kterého se zachovaly pouze části okrajového valu, nejvíce na západě.
Dominantou oblasti je výrazný kráter Bürg ležící uvnitř jezera, západně od něj se táhnou měsíční brázdy Rimae Bürg.

## Název
Lacus Mortis pojmenoval (stejně jako většinu ostatních měsíčních moří) italský astronom Giovanni Battista Riccioli, jehož nomenklatura z roku 1651 se stala standardem.

## Lacus Mortis v kultuře
- Lacus Mortis je i název několika metalových kapel:
  - Lacus Mortis - zaniklá italská black metalová kapela.[4]
  - Lacus Mortis - německá kapela hrající gothic metal, pod tímto názvem vydala pouze jedno demo „...and the Moon Rose“ a pak se přejmenovala.[5]